# Джордж Шакъл
Джордж Ленъкс Шарман Шакъл (на английски: George Lennox Sharman Shackle) е английски икономист.
Роден е на 14 юли 1903 година в Кеймбридж в семейството на учител. През 1931 година получава бакалавърска степен в Лондонския университет, а през 1937 година защитава докторат по икономика в Лондонското училище по икономика. По време на Втората световна война е икономически съветник на правителството. След това преподава за кратко в Лийдския университет, а от 1951 година до пенсионирането си през 1969 година – в Ливърпулския университет. Повлиян от Австрийската школа, той заема посткейнсиански позиции, критикува теорията за рационалния избор и работи върху теорията на Демпстър-Шафер.
Джордж Шакъл умира на 3 март 1992 година.